# Hanina Karchevsky

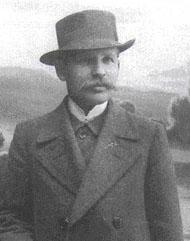
Hanina Karchevsky

Hanina Karchevsky (eigentlich Chanina Kartschewski, russisch Ханина Карчевский,
hebräisch חֲנִינָא קַרְצֶ'בְסְקִי Chanīnā Qarčevsqī, geboren 1877 in Petrowka, Gouvernement Bessarabien, Russisches Kaiserreich, heute Rajon Tarutyne, Ukraine; gestorben am 20. Dezember 1925 in Tel Aviv, Palästina, heute Israel) war ein jüdischer Komponist, Musikpädagoge und Dirigent.

## Leben

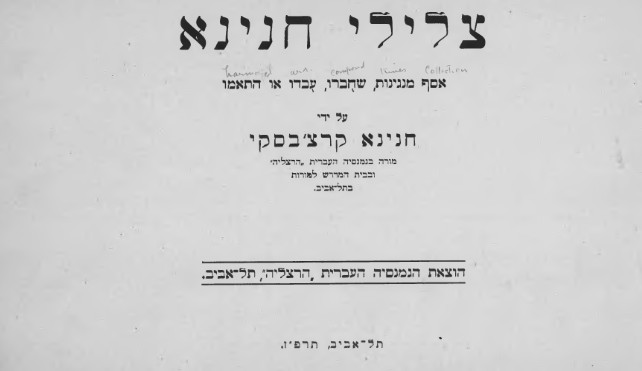
Liedersammlung Zelilei Chanina von Hanina Karchevsky (1927)

Karchevsky wurde im Stetl Petrowka in Bessarabien geboren. Als Geburtsjahr gilt 1877, in einigen Quellen wird jedoch auch 1873 angegeben. In seiner Kindheit wurde sein musikalisches Talent erkannt, und er nahm Klavierunterricht. Als Jugendlicher sang er im Synagogenchor in Kischinew. Sein Musikstudium setzte er in Cherson und Warschau fort, wo er Orchester- und Chordirigent wurde. 1908 gelangte er mit der zweiten Alija ins osmanische Mutesarriflik Jerusalem und erhielt eine Stelle als Musiklehrer im wenige Jahre zuvor gegründeten Herzlia-Gymnasium in Tel Aviv. Hier gründete er Schulchöre und zwei Jugendorchester; zu den damaligen Orchestermitgliedern gehörte Efraim Ilin (1912–2010), der im Orchester Waldhorn spielte und später Unternehmer und Sicherheitsexperte wurde. Zudem veranstaltete Karchevsky Umzüge, an denen seine Schüler Lieder mit zionistischem Inhalt sangen, die bis heute in Israel bekannt sind. Im „Alija-Sketch“ aus den 1970er Jahren, in dem Arik Einstein und Uri Zohar die verschiedenen Einwanderungswellen parodieren, erklingt mehrmals Karchevskys Lied Po bʾeretz chemdat avot (ֽֽפֹּה בְּאֶרֶץ חֶמְדַּת אָבוֹת ‚Hier im Lande der Lust der Vorväter‘). Sein Lied Chaluzim („Pioniere“) ist eine Bearbeitung einer Melodie aus den „Kaukasischen Skizzen“ von Michail Michailowitsch Ippolitow-Iwanow. Als Komponist schrieb Karchevsky zudem Chorwerke und Etüden für Klavier.
Karchevsky lebte als Junggeselle in Einsamkeit, er verübte Ende 1925 Selbstmord und wurde auf dem Trumpeldor-Friedhof in Tel Aviv begraben. 1927 veröffentlichte das Herzlia-Gymnasium eine Sammlung seiner Lieder, die unter dem Titel Zelile Chanina („Klänge des Hanina“) in der Nationalbibliothek in Jerusalem aufbewahrt werden.